# Система классификации фильмов в Казахстане
Система классификации медиа и книг в Казахстане — устанавливает требования к содержанию фильмов, сериалов, книг и всего остального, произведенных на территории Республики Казахстан и ввозимых (доставленных) на территорию Республики Казахстан с целью проката и публичной демонстрации, для их классификации по возрастной категории зрителей. Классификация предназначена для защиты детей и подростков от аудиовизуальных произведений, наносящих вред их здоровью, эмоциональному и интеллектуальному развитию, а также предоставления свободы выбора в просмотре фильма, сериала или в чтении книг взрослой аудиторией.

## История
В период до Независимости, и некоторое время после, каждый фильм (советский или иностранный) получал разрешительное удостоверение, с обозначением возрастного ограничения, одного из трёх уровней:
- для любой зрительской аудитории;
- для любой зрительской аудитории (кроме специальных детских сеансов);
- для лиц старше 16 лет.

Фильмам, в том числе из-за политических соображений, могло быть отказано в получении разрешительных удостоверений, что фактически означало запрет на публичный показ где-либо, кроме закрытого показа в залах Домов кино, партийно-советских школ, международных кинофестивалей и т. п.
Несмотря на то, что фильм получал разрешительное удостоверение Репертуарной комиссии Госкино СССР, соответствующими комиссиями на местном уровне (Госкино КазССР и областными) могли быть введены дополнительные ограничения и, в частности, подвергнуты перемонтажу с вырезанием или сокращением определённых сцен.

### Система классификации (2012—2018)
Данная система введена в соответствии с подпунктом 35) статьи 7 Закона Республики Казахстан от 15 декабря 2006 года «О культуре» и реализуется в соответствии с действующим Приказом министра культуры и информации Республики Казахстан от 12 марта 2012 года № 7 «Об утверждении критериев определения индекса фильма».
Устанавливаются следующие индексы фильмов по возрастному зрительскому цензу:
| Индекс фильма | Название                                                                      | Описание критерия | Примеры                     |
| ------------- | ----------------------------------------------------------------------------- | --- | --------------------------- |
| [К]           | Фильмы, предназначенные для зрителей разного возраста                         | Фильмы не содержат сцен обнажения, насилия и жестокости, сексуальных сцен, сцен приёма наркотических средств и психотропных веществ, несчастных случаев, катастроф, суицида, убийства, тяжёлых заболеваний, наркотической и алкогольной зависимости, развода, расизма, религиозных вопросов, асоциального поведения; в фильмах не употребляются жаргоны, брань и ненормативная лексика. | Тайна красной планеты       |
| [БА]          | Фильмы, которые детям до 12 лет рекомендуется смотреть вместе с родителями    | Фильмы не содержат сексуальных сцен, сцен приёма наркотических средств и психотропных веществ, суицида, убийства, тяжёлых заболеваний, наркотической и алкогольной зависимости, расизма, религиозных вопросов, асоциального поведения; фильмы содержат сцены насилия и жестокости без демонстрации кровопролития, краткое изображение несчастного случая или катастрофы, отдельные сцены обнажения; в фильмах употребляются определённые жаргонные слова без брани и ненормативной лексики. | Аполлон 18                  |
| [Б14]         | Фильмы, которые детям до 14 лет рекомендуется смотреть вместе с родителями    | Фильмы не содержат сексуальных сцен; фильмы содержат сцены суицида, убийства, проблем семейной жизни и развода, наркотической и алкогольной зависимости, заболеваний, расизма, религиозных вопросов, асоциального поведения, краткие сцены с применением наркотических средств и психотропных веществ, элементы насилия и жестокости (драки, применение оружия), сцены обнажения; в фильмах употребляются грубые жаргонные слова, брань. | Жаужурек мын бала           |
| [Е16]         | Фильмы, которые зрителям до 16 лет рекомендуется смотреть вместе с родителями | Фильмы содержат сцены суицида, убийства, проблем семейной жизни и развода, наркотической и алкогольной зависимости, заболеваний, расизма, религиозных вопросов, асоциального поведения, обнажения, насилия, если оно не дается со всеми подробностями и чрезмерной жестокостью; употребления наркотиков и их последствий, но не в положительном контексте; в фильмах предполагаются или имитируются сексуальные взаимоотношения гетеросексуальных партнеров при условии, что их действия не выходят за рамки общепринятых норм поведения; в фильмах употребляются грубые жаргонные слова, брань, ненормативная лексика. | Возвращение в «А»           |
| [Е18]         | Фильмы, предназначенные для зрителей с 18 лет                                 | В фильмах содержатся сцены суицида, убийства, проблем семейной жизни и развода, наркотической и алкогольной зависимости, заболеваний, расизма, религиозных вопросов, асоциального поведения, обнажения, сцены полового акта или других эротических действий сексуального насилия или принуждения, при условии оправданности их сюжетом и художественной задачей кинопроизведения, насилия, злоупотребления наркотических и психотропных веществ и их последствий; ограничения в речи персонажей фильма отсутствуют. | Очень плохая училка         |
| [НА]          | Фильмы, предназначенные только для зрителей, достигших 21 года                | В фильмах содержатся любые сцены, кроме сцен пропаганды или агитации насильственного изменения конституционного строя, нарушения целостности Республики, подрыва безопасности государства, войны, социального, расового, национального, религиозного, сословного и родового превосходства, культа жестокости и насилия, а также порнографического и специального сексуально-эротического характера; ограничения в речи персонажей фильма отсутствуют. | Теряя невинность в Алма-Ате |

Публичный показ (демонстрация) фильма с индексом «НА» допускается в кинозалах и местах, предназначенных для этих целей, после 22:00 до 06:00 местного времени.
В период с 06:00 до 22:00 по местному времени не допускается показ по телевидению фильмов с индексом «Е18». Операторы телерадиовещания при ретрансляции иностранных телеканалов должны принять меры по ограничению доступа к просмотру указанных фильмов и телепрограмм посредством организационных и технических мероприятий.

### Система классификации (с 2019)
Действующая система возрастной классификации фильмов установлена Законами Республики Казахстан «О защите детей от информации, причиняющей вред их здоровью и развитию» от 2 июля 2018 года № 169-VІ ЗРК, «О кинематографии» от 3 января 2019 года № 212-VІ ЗРК и «О телерадиовещании» от 18 января 2012 года № 545-IV.
Имеются следующие возрастные категории:
| Обозна- чение | Словосочетание                                 | Описание критерия |
| ------------- | ---------------------------------------------- | --- |
| 6-            | «для детей, не достигших шести лет»            | Фильмы, содержащие оправданные жанром и (или) сюжетом эпизодические описания и (или) изображения без натуралистических описаний и (или) изображений физического и (или) психического, и (или) психологического насилия, при условии, что в фильме содержатся идея торжества добра над злом, сострадание к жертве и (или) осуждение насилия. |
| 6+            | «для детей, достигших шести лет»               | Фильмы, включённые в предыдущюю категорию, а также не содержащие описания и (или) изображения несчастных случаев, аварий, катастроф, смерти и их последствий, вызывающих у детей страх, панику или ужас, а также унижающих человеческое достоинство. |
| 12+           | «для детей, достигших двенадцати лет»          | Фильмы, включённые в предыдущие категории, а также содержащие описания и (или) изображения несчастных случаев, аварий, катастроф, ненасильственной смерти без описания и (или) изображения их последствий, которые могут вызвать у детей страх, панику или ужас. |
| 14+           | «для детей, достигших четырнадцати лет»        | Фильмы, включённые в предыдущие категории, а также содержащие оправданные жанром и (или) сюжетом: эпизодические описания и (или) изображения наркотических средств, психотропных веществ, их аналогов и прекурсоров, табачных изделий, алкогольной продукции с напоминанием об опасности их потребления, порицающие влечение к ним как провоцирующие антиобщественные и противоправные действия; эпизодические описания и (или) изображения без натуралистических описаний и (или) изображений смерти человека вследствие применения силы на пути защиты прав человека и законных интересов общества и государства. |
| 16+           | «для детей, достигших шестнадцати лет»         | Фильмы, включённые в предыдущие категории, а также содержащие оправданные жанром и (или) сюжетом: эпизодические описания и (или) изображения сюжетов суицида и (или) убийства человека, которые вызывают чувство сострадания к жертвам и осуждение жестокости и насилия; эпизодические описания и (или) изображения сексуальных отношений людей, за исключением описания и (или) изображения действий сексуального характера. |
| 18+           | «запрещено для детей»                          | Фильмы, содержащие: информацию, причиняющую вред здоровью и развитию детей, за исключением информации, запрещенной Конституцией Республики Казахстан и законами Республики Казахстан; описания и (или) изображения суицида, убийства, проблем семейной жизни и развода, наркотической и алкогольной зависимости, заболеваний, асоциального поведения, обнажения, сцен полового акта или других эротических действий при условии оправданности их сюжетом и художественной задачей кинопроизведения; эпизодическое употребление грубых жаргонных слов, брани, ненормативной лексики.                                 |
| 21+           | «для зрителей, достигших двадцати одного года» | Фильмы: содержащие описания и (или) изображения любых сцен, за исключением информации, запрещенной Конституцией Республики Казахстан и законами Республики Казахстан; не содержащие ограничения в употреблении грубых жаргонных слов, брани, ненормативной лексики. |

Знак возрастной категории фильмов состоит из обозначения категории в ромбе и (или) текстовым предупреждением в виде словосочетания, например, 16+
и/или «для детей, достигших шестнадцати лет».

## Прокат и показ
Прокат и показ фильма на территории Республики Казахстан, за исключением случаев показа фильма на фестивалях, семинарах, ретроспективе, осуществляются только при его регистрации в Государственном реестре фильмов и в соответствии с выданным прокатным удостоверением. Настоящее требование не распространяется на фильмы, произведенные кинематографическими организациями бывшего СССР. На фильм, зарегистрированный в Государственном реестре фильмов, выдается прокатное удостоверение.
Уполномоченный орган отказывает физическому или юридическому лицу в выдаче прокатного удостоверения по основаниям перечисленным в Законе. Уполномоченный орган может приостанавливать действие прокатного удостоверения. В случае неустранения обстоятельств, ранее послуживших основанием для приостановления действия прокатного удостоверения, уполномоченный орган отзывает в судебном порядке прокатное удостоверение.
Показ фильма по телеканалам с возрастной категорией «с 18 лет» допускается после 22 часов до 06 часов утра местного времени, с возрастной категорией «с 21 года» — после полуночи до 06 часов утра местного времени, за исключением фильмов, распространяемых на платной основе с применением декодирующих технических устройств.
Прокат фильма с возрастной категорией «с 21 года» допускается в кинозалах и иных местах, предназначенных для этих целей, после 22 часов до 06 часов утра местного времени.
Употребляемая в фильме ненормативная лексика должна быть устранена соответствующими техническими средствами (звуковым сигналом).
Операторы ТВ вещания при ретрансляции иностранных телеканалов должны принять меры по ограничению доступа к просмотру ТВ программ, запрещенных для детей, посредством организационных и технических мероприятий.